# Rašovice (ort i Tjeckien, Ústí nad Labem)
Rašovice är en ort i Tjeckien.   Den ligger i distriktet Okres Chomutov och regionen Ústí nad Labem, i den nordvästra delen av landet, 90 km väster om huvudstaden Prag. Rašovice ligger 300 meter över havet och antalet invånare är 138.
Terrängen runt Rašovice är huvudsakligen kuperad, men österut är den platt. Rašovice ligger nere i en dal. Runt Rašovice är det ganska tätbefolkat, med 199 invånare per kvadratkilometer. Närmaste större samhälle är Chomutov, 18,0 km nordost om Rašovice. I omgivningarna runt Rašovice växer i huvudsak blandskog.